# RCA Records

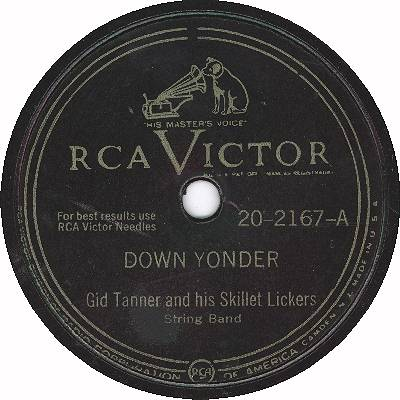
Plaat uitgegeven door RCA Records

RCA Records is een van origine Amerikaans platenlabel en een van de belangrijkste labels van Sony Music Entertainment. "RCA" staat voor "Radio Corporation of America" en is een verwijzing naar een van de vroegere eigenaren van het label.

## Geschiedenis
De historie van het RCA label gaat terug tot 1901. In dat jaar werd The Victor Talking Machine Company opgericht. Dit bedrijf bracht platen uit op het Victor-label. In 1929 werd The Victor Talking Machine Company overgenomen door de Radio Corporation of America. Desondanks bleef men het Victor-merk gebruiken. Kort na de Tweede Wereldoorlog werd de naam Victor veranderd in RCA Victor. In Europa werd echter pas vanaf ongeveer 1950 de naam RCA gebruikt op platen.
In 1986 werden RCA en RCA Victor eigendom van het Duitse mediabedrijf Bertelsmann. Na eigendom te zijn geweest van Sony BMG Music Entertainment vanaf 2004, is het label nu onderdeel van Sony Music Entertainment.

### RCA in de Benelux
Tot 1979 werd RCA in Nederland vertegenwoordigd door Inelco, dat platen van RCA in Nederland en België distribueerde. Daarna besloot RCA een eigen Nederlands filiaal op te zetten. In 1985 ging RCA een samenwerkingsverband aan met Bertelsmann en kreeg het Nederlandse filiaal de naam RCA/Ariola Benelux B.V. (Ariola was een divisie van Bertelsmann). Na de volledige overname van RCA door Bertelsmann enkele jaren later werd de nieuwe naam BMG Ariola Benelux B.V., gevolgd door BMG Nederland BV. Uiteindelijk ging men op in Sony BMG Music Entertainment, waaruit uiteindelijk het huidige Sony Music Entertainment ontstond.

## Artiesten (selectie)
Veel wereldberoemde artiesten waren en zijn aan RCA verbonden, onder wie Elvis Presley, David Bowie, Foo Fighters en Britney Spears. Hieronder volgt een kort overzicht.
- Arthur Rubinstein
- Little Mix
- Pitbull
- Becky G
- Britney Spears
- Christina Aguilera
- Paul Anka
- Anti-Flag
- Chet Atkins
- Lou Bega
- Black Rebel Motorcycle Club
- David Bowie
- Cat Burns
- Kelly Clarkson
- Perry Como
- Sam Cooke
- Floyd Cramer
- Dave Matthews Band
- Daughtry
- Dido
- John Denver
- Duane Eddy
- Foo Fighters
- Lorne Greene
- Imogen Heap
- Natalie Imbruglia
- Jefferson Airplane
- Etta James
- Justin Timberlake
- Waylon Jennings
- Kasabian
- Kings of Leon
- Mario Lanza
- Avril Lavigne
- Hank Locklin
- Glenn Miller
- Mylo
- Miley Cyrus
- Harry Nilsson
- Dolly Parton
- Kesha
- Elvis Presley
- Iggy Pop
- Jim Reeves
- Roy Rogers
- Neil Sedaka
- The Strokes
- Bonnie Tyler
- Vangelis
- Velvet Revolver
- Westlife
- Wu-Tang Clan
- ZZ Top
- Tate McRae

Bekende Nederlandse artiesten van wie werk uitkwam op het RCA-label zijn Imca Marina, Kane en Krezip.